# Cratere Fouquet
Fouquet è un cratere sulla superficie di Venere, dedicato alla scrittrice e filantropa francese Marie François Fouquet.